# Смоук (Mortal Kombat)
Смоук(англ. Smoke, кодове ім'я - LK-7T2, справжнє ім'я - Томаш Врбада, чеш. Tomáš Vrbáda) - персонаж серії Mortal Kombat, вперше представлений в другій грі серії Mortal Kombat II.

## Біографія
Смоук колись був другом і союзником Саб-Зіро, коли вони обидва намагалися втекти від перетворення в Кіборг їх кланом ніндзя. Але Смоук захоплений і перетворений в кіборга з місією знайти та вбити свого старого напарника. Скоро Смоук виявляє себе переслідуваним помічниками Шао Кана. Він дізнається, що у нього все ще є душа і його справжня місія - знищення загарбників Зовнішнього Світу.

## Спецприйоми та добивання
Димової аперкот: Смоук провалюється під землю і через кілька секунд вилітає близько противника, завдаючи йому потужний удар рукою. (MK3, UMK3, MKT, MKD, MKA)
Граючи мерця: Смоук падає на спину і зникає в хмарі диму. Потім він з'являється за спиною супротивника. (MKA)
Кидок в повітрі: Смоук ловить противника в стрибку і кидає його на землю. (MK3, UMK3, MKT)
Дим вперед: Смоук перетворюється в дим і пролітає вперед по арені. За допомогою цього прийому можна навіть пролетіти крізь противника. (MK (2011)
Телепортація:Смоук вискакує спочатку з одного боку екрану, потім з іншого, завдаючи два удари один за одним. (MKII, MK3, UMK3, MKT, MK (2011)

### Добивання
Бомба: Смоук засовує противнику в рот бомбу, яка через кілька секунд вибухає. (MK3, UMK3, MKT)
Трясіння: Смоук перетворюється в дим і проходить крізь противника. Через секунду ворог розвалюється на шматки. (MK (2011)

## Появи в медіа

### В іграх
Смоук дебютував у Mortal Kombat II (MKII), як неігровий прихований персонаж, який випускає дим зі свого тіла і випадково з'являється на початку матчу, щоб дати нечіткі підказки, як його знайти та побороти, для чого гравці повинні були виконати певні вимоги.
Він з'являється як персонаж, якого можна розблокувати в Mortal Kombat 3, і заявлений як вбивця з клану Лін Куея, який працює з Лю Кангом та Суб Зіро. Після того, як їхній клан починає перетворювати своїх найкращих воїнів на кіборгів, Смоук намагається приєднатися до Куай Ляна і покинути клан Лінь Куей. Однак першого захоплюють у полон, перетворюють на кіборга і змушують полювати на другого проти його волі. За допомогою Куай Ляна Смоук дізнається, що у нього все ще збереглася душа, і допомагає йому перемогти кіборгів Лінь Куей - Сайракса та Сектора, але згодом потрапляє в полон до військ Шао Кана. 
Під час подій Mortal Kombat: Deception, Смоук реактивується і перепрограмований Нуб Сайботом, щоб служити йому як його союзник і шаблон для армії кібер-демонів. 
У Mortal Kombat: Armageddon Смоук допомагає Нуб Сайботу організувати штурм храму Лін Куей в Арктиці, поки його не перемагає Тейвен. У Mortal Kombat (2011), під час якої Рейден створює нову часову лінію, намагаючись відвернути події Армагеддону, Смоук переписується на Томаша Врбаду, чеського члена Лін Куея, який може перетворюватися на свого тезку. У дитинстві його викрав культ, який хотів принести його в жертву демону, але Смок став ененрою і вбив культистів. У теперішньому Смоук обраний Рейденом, щоб допомогти йому зупинити Шао Кана від захоплення Earthrealm. Хоча Рейден рятує Смоука від перетворення на кіборга, Куай Лян перетворюється замість нього, перш ніж Смоука вбиває королева Шао Кана Сіндел. Після цього Смоук воскресає Куан Чі, як неживий реваншист, роль якого він виконує, з'являючись у незначній неігровій появі в Mortal Kombat X. Крім того, ігровий персонаж Triborg, якого можна завантажити, має форму, засновану на формі кіборга Смоука.
У Mortal Kombat 1, в якій Бог Вогню - Лю Кан створює третю нову часову лінію, Томас / Смоук знову переписується, щоб стати прийомним братом для Бі-Ханя / Суб-Зеро і Куай Ляна / Скорпіона після того, як сім'я Смоука була вбита за випадкове вторгнення на територію Лін Куея. Хоча Смок не має надприродних здібностей, він вправний у практичній магії. Після того, як Бі-Хан зраджує їх, щоб об'єднати сили з Шан Цунгом, Смоук приєднується до Куай Ляна, щоб заснувати клан Ширай Рю, щоб протистояти йому.

### Телебачення
Смоук з'явився в анімаційному серіалі Смертельна битва: Захисники Землі в епізоді «Старі друзі не вмирають». У цьому епізоді Смоук шукає Саб-Зіро за наказом Шао Кана. В кінці епізоду людська душа Смоук змогла побороти його програму і він залишився вірним своєму присяганню дружби з Саб-Зіро. В одному з фрагментів цього епізоду, у флешбеку, дія якого відбувається до створення кіборгів, Смоук з'являється в образі людини. На думку деяких фанатів - цей епізод є кращим епізодом у всьому серіалі. Смоук озвучив в цьому серіалі Джеремі Речфорд.
Також Смоук з'явився в одному з епізодів телевізійного ігрового серіалу Смертельна битва: Завоювання. Після зради Саб-Зіро, Лін Куей наказує Смоукі знайти та вбити втікача. На жаль, його історія не отримала розвитку, оскільки другий сезон серіалу не був знятий. У цьому епізоді Смоук виглядає, як сіра фігура з червоними очима, що світяться.

### Фільми
Смоук з'являється у вигляді кіборга в другому фільмі Смертельна битва: Винищення. Він атакує Лю Кенга і Кітану, намагаючись не дати їм дістатися до королеви Сіндел. Смоук вдається перемогти лише Саб-Зіро, який заморожує кіборга, після чого Лю Кенг скидає його в прірву, де він вибухає. Після цього Саб-Зіро розповідає, що Смоук спочатку був запрограмований, щоб знищити його, але Шао Кан перепрограмував Смоук і Сайракса, потім послав їх полювати на земних воїнів. Нічого більше про історію Саб-Зіро і Смоук у фільмі не згадується. 
1. ↑  Smoke. Mortal Kombat Wiki (англ.). Процитовано 30 грудня 2024.
2. ↑  Smoke (Character). Giant Bomb (англ.). Процитовано 30 грудня 2024.
3. ↑  Smoke (Mortal Kombat). www.fightersgeneration.com. Процитовано 30 грудня 2024.
4. ↑  1. Mortal Kombat 1 (укр.). Процитовано 30 грудня 2024.